# Miguel Di Carlo
Miguel Di Carlo fue un actor cinematográfico, autor y recitador argentino.

## Carrera
Di Carlo fue un actor que incursionó brevemente en la época dorada del cine argentino, junto a notables figuras de la escena como Fanny Navarro, Paulina Singerman, Perla Mux, Agustín Irusta, Amalia Bernabé, Aurelia Musto, Juan Carlos Thorry, Tito Lusiardo, Sofía Bozán y Elena Lucena, entre otros.

## Filmografía
- 1938: Cantando llegó el amor
- 1942: Elvira Fernández, vendedora de tienda[2]

## Teatro
En teatro se lució en el rol de actor de carácter en la obra Modelo de París de 1929 estrenada en el Teatro Marconi, protagonizada por el joven galán Víctor Eiras y las actrices Sara Gerschelffd y Dora Firtuoso.
Di Carlo además de su labor actoral, sobresaltó en la década del '40 su profesión como recitador de versos y poesías famosos de reconocidos autores como Juan De Los Palotes. Perteneció a la camada de destacados intérpretes, recitadores, autores y actores dramáticos como Enrique de Rosas, César Fiaschi, Pablo Acciardi, Carlos de Paoli, Roberto Ribelli, Alberto Ballerini, Juan Mangiante, Segundo Pomar, Luis Vittone, Nicolás Fregues, entre muchos otros.